# Aeros
Приватне підприємство «Аерос» — український авіавиробник, заснований групою колишніх конструкторів ДКБ ім Антонова на початку 1990 -х з метою будівництва дельтапланів.

## Загальні інформація
Компанія виробляє та продає за ліцензією французький надлегкий літак Best Off Sky Ranger.
У 2003 році літак Skyranger компанії втретє стає Чемпіоном світу.
У 2004 році дельтаплани Аероса набувають всесвітньої популярності завдяки їх високих льотних якостей. На Чемпіонаті Європи 2004 з дельтапланеризму року 45 пілотів з 121 (тобто 37 % учасників) літають на крилах Аероса.
В 2005 Олег Боднарчук, співробітник Аероса, став Чемпіоном світу з дельтапланеризму літаючи на дельтаплані Combat L (створений у 2003 р.), виготовленому Українською компанією Аерос.

У 2005 році відкрився сервісний центр Аероса в Німеччині в місті Eisenach.
У 2006 році літак компанії Аерос Skyranger стає чотирикратним Чемпіоном світу, і це — перший випадок в історії FAI, коли один і той же ж літак став Чемпіоном у своєму класі в четвертий раз.
На Чемпіонаті Європи 2006 два з трьох призових місця зайняли пілоти на Combat L. На Чемпіонаті світу серед жінок учасниця на Combat L зайняла третє місце.

У 2007 році літак компанії Аерос Skyranger стає п'ятикратним Чемпіоном світу, і це — перший випадок в історії FAI, коли один і той же ж літак став Чемпіоном у своєму класі в п'ятий раз.
На даний час фірма «Аерос» експортує свою продукцію в 43 країни світу, не враховуючи СНД.
На дельтапланах Аерос поставлено два діючих світових рекорди по швидкості — на трикутному маршруті 100 км (пілот Martin Henry) і на трикутному маршруті 50 км серед жінок (пілот Mia Schokker). Вся збірна команда України, вся збірна команда Росії і практично всі ведучі пілоти країн СНД літають на дельтапланах Combat, так само як і багато пілотів Америки, Азії та Європи. Наприклад на Чемпіонаті Європи 2005 р. на техніці Аероса літали 46 з 98 учасників (тобто 46 % від загального числа).

## Повітряні судна
- Aeros-1
- Aeros-2
- Aeros AC-21
- Aeros AL-12
- Aeros Accent
- Aeros Amigo
- Aeros Combat
- Aeros Cross Country
- Aeros Discus
- Aeros Fox
- Aeros Fuego
- Aeros Mister X
- Aeros Phaeton
- Aeros Rival
- Aeros Sky Ranger
- Aeros Stealth
- Aeros Stalker
- Aeros Target
- Aeros Style
- Aeros Virtuoso
- Aeros Vitamin
- Aeros Zig-Zag

## Цікаві факти
Легкий двомісний літак Best Off Sky Ranger, який виробляється київською авіабудівною фірмою Аерос, було використано під час зйомок українського фільму «ТойХтоПройшовКрізьВогонь».